# 安德烈·杰希察

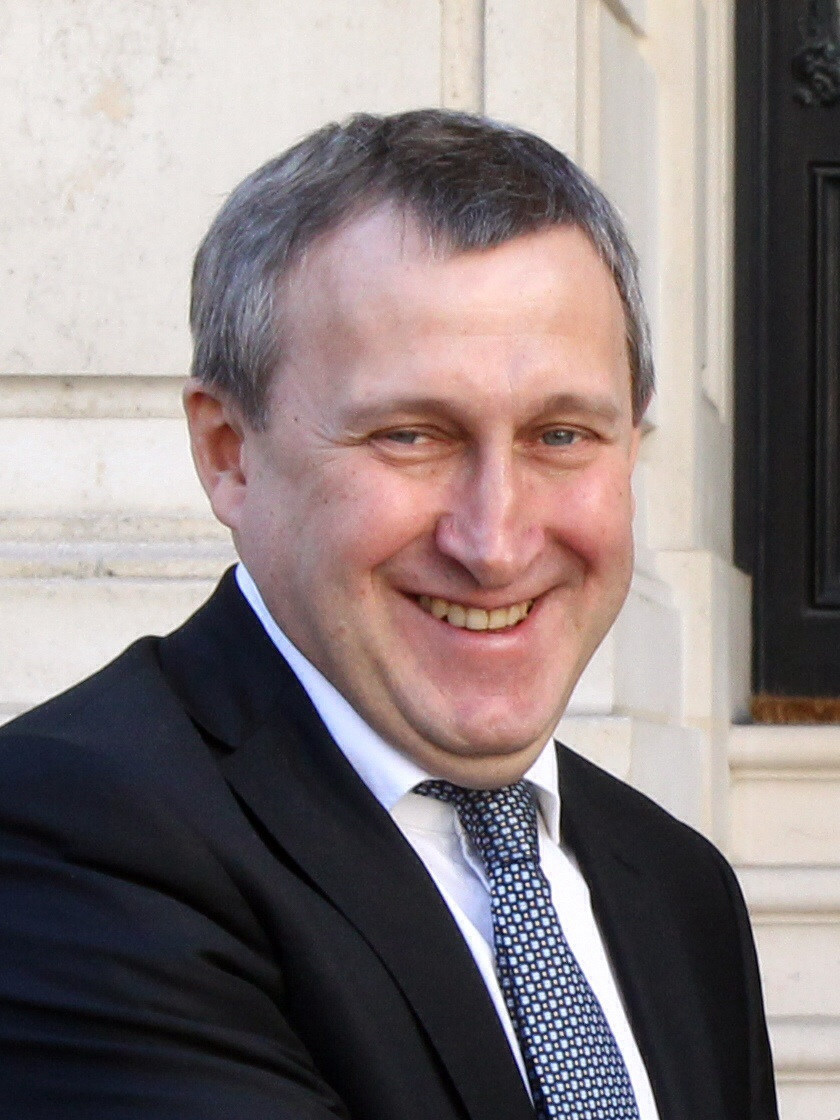
安德烈·杰希察

安德烈·波赫丹諾維奇·杰希察（羅馬化：Andrii Bohdanovych Deshchytsia；1965年9月22日—），烏克蘭外交官。在2014年2月至6月期間，他曾擔任烏克蘭外交部長職務。傑希察擁有加拿大艾伯塔大學的歷史碩士學位，精通烏克蘭語、英語、俄語和波蘭語。在2006年至2008年期間，他擔任烏克蘭外交部發言人。2008年至2012年，他曾擔任烏克蘭駐芬蘭大使。

## 争议事件
2014年6月14日，乌克兰一架伊尔-76军用运输机被亲俄武装组织击落后，时任乌克兰代理外交部长安德烈·杰希察对在俄羅斯駐烏克蘭大使館前示威的群众提到了“普京傻屄”这个在乌克兰广为流传的反普京口号，其原话为：“他（普京）是个傻屄，但是——散啦，拜托！”相关画面被Hromadske.TV播出。之后不久，乌克兰总统彼得·波罗申科便任命了另一名外交官帕夫洛·科利姆金主管外交部。杰希察则于2014年10月调任乌克兰驻波兰大使。